# Yermanendu Kangri
Le Yermanendu Kangri, ou Yermanendi Kangri, est un sommet des monts Masherbrum, dans le Karakoram au Pakistan. Il se situe à 1 km à l'est du Masherbrum (7 821 m). Avec 7 163 m d'altitude et 163 m de proéminence, c'est un des plus hauts sommets vierges du monde.
En 1981, Volker Stallbohm et Abdul Karim, lors d'une tentative d'ascension du Masherbrum, atteignirent le col à 6 800 m entre le Masherbrum et le Yermanendu Kangri, mais ne trouvèrent pas de voie vers le Yermanendu.